# Kévin Koubemba
Kévin Koubemba (Coulommiers, 23 maart 1993) is een Congolees voetballer die bij voorkeur als aanvaller speelt. Hij tekende in 2014 bij Lille OSC. In hetzelfde jaar debuteerde hij voor Congo-Brazzaville.

## Clubcarrière
Koubemba werd geboren in Coulommiers. Op 24 februari 2012 debuteerde hij voor Amiens SC in de Ligue 2 tegen Tours. Enkele maanden later degradeerde de club naar de Championnat National, het derde niveau in Frankrijk. Op dat niveau kwam Koubemba gedurende het seizoen 2012/13 en 2013/14 meer in actie. In 2014 maakte hij de overstap naar Lille OSC, waar hij aanvankelijk aansloot bij het tweede elftal. Op 17 januari 2015 maakte de spits zijn opwachting in de Ligue 1 in het uitduel tegen FC Lorient.

## Interlandcarrière
Op 11 oktober 2014 debuteerde Koubemba als Congolees international tegen Zuid–Afrika. Hij zat in de voorlopige selectie voor de Afrika Cup 2015, maar viel uiteindelijk af.